# 26 mai 1993
Le mercredi 26 mai 1993 est le 146e jour de l'année 1993.

## Naissances
- B. J. Young, joueur de basket-ball américain
- Cansu Çetin, joueuse de volley-ball turque
- Dan Sarginson, joueur de rugby à XIII international anglais
- Frédérique Rol, rameuse suisse
- Gabriel Ynoa, joueur de baseball américain
- Jamal Hairane, athlète qatarien, spécialiste du 800 m
- Jason Adesanya, footballeur belge
- Jimmy Vesey, hockeyeur sur glace américain
- Josh Leivo, hockeyeur sur glace canadien
- Katerine Savard, nageuse canadienne
- Mayobanex de Óleo, athlète dominicain
- Monika Rajnohová, joueuse slovaque de handball
- Rayderley Zapata, gymnaste espagnol
- Trey Davis, joueur américain de basket-ball

## Décès
- Alberto Ezcurra Uriburu (né le 30 juin 1937), prêtre catholique argentin
- Antoine Toulmonde (né le 20 janvier 1902), musicien organiste, compositeur et pédagogue belge
- Cor de Groot (né le 7 juillet 1914), compositeur et pianiste
- Cola Dragojčeva (née le 30 août 1898), femme politique bulgare
- Ulvi Yenal (né le 10 avril 1908), joueur de football turc

## Événements
- Finale de la Ligue des champions de l'UEFA 1992-1993 voyant la victoire de l'Olympique de Marseille sur le Milan AC
- Découverte de l'astéroïde (9972) Minoruoda
- Sortie du single Dancing Junk du groupe Super Monkey's 4
- Sortie du single Kekkon Shō Ne du duo Wink